# گراهام پاتریک مارتین
گراهام پاتریک مارتین (انگلیسی: Graham Patrick Martin؛ زادهٔ ۱۴ نوامبر ۱۹۹۱) یک هنرپیشه اهل ایالات متحده آمریکا است. وی از سال ۲۰۰۶ میلادی تاکنون مشغول فعالیت بوده‌است.
از فیلم‌ها یا برنامه‌های تلویزیونی که وی در آن نقش داشته است می‌توان به دو مرد و نصفی اشاره کرد.